# Głęboczek (hydrologia)
Głęboczek lub przegłębienie – zagłębienie dna zbiornika wodnego, jeziora znajdujące się wyraźnie niżej w stosunku do otaczającej go powierzchni. Najczęściej głęboczki znajdują się w strefie profundalu, czyli najgłębszej części akwenu. Głęboczki są zwykle punktami o maksymalnej głębokości w obrębie jeziora. W danym zbiorniku wodnym może występować więcej niż jeden głęboczek. Przeciwieństwem głęboczków w obrębie zagłębienia śródjeziornego są progi (wyniesienia).